# Teresa Maria Castanyer i Bachs
Teresa Maria Castanyer i Bachs (Girona, 1943) és una lingüista catalana.

## Biografia
Es llicencià en filologia romànica a la Universitat de Barcelona amb la tesi doctoral Algunos aspectos del vocabulario de Francesc Eiximenis. El 1967 es casà amb Joan Vilaltella Gran, amb qui el 1969 tingué el seu únic fill, Joan. Entre 1966 i 1985 treballà com a professora d'ensenyament secundari. També ha destacat com a traductora d'italià (Molts contes per jugar de Gianni Rodari, 1988), francès (No vas morir a Stalingrad, de Christian Delstanches, 1991) i espanyol (La Fraternitat d'Eihwaz de César Mallorquí, 1998). També ha traduït al català Memòries d'una vaca de Bernardo Atxaga
El març de 1985 començà treballant com a correctora als Serveis Informatius de Televisió de Catalunya i posteriorment com a cap del Servei d'Assessorament Lingüístic dels Informatius. Ha participat en nombrosos cursos i seminaris sobre correcció als mitjans de comunicació i el 2010 va rebre la Creu de Sant Jordi per la seva contribució a la normalització lingüística.